# 昭通鱼属
昭通魚屬（學名：Zhaotongaspis），為盔甲魚綱下的一種魚類，化石發現於中國雲南的坡松冲组。

## 發現與研究
1991年5月，雲南昭通市東北地區的泥盆紀地層坡松衝組（布拉格期）發現了許多早期脊椎動物化石，其中魚類化石的種類包括盔甲魚類、盾皮魚類與肉鳍鱼类。

### 特徵
昭通魚有30至40對鰓穴（可能為無頷類生物中鰓的數量最多的種類），中背孔非常大，呈橢圓形；角內緣具有12至20個小刺。

### 命名
昭通魚的模式種名來自於法國古生物學家 Philippe Janvier 博士。